# Liseț, Loveci
Liseț (în bulgară Лисец) este un sat în comuna Loveci, regiunea Loveci,  Bulgaria. 

## Demografie
Componența etnică a satului Liseț
     Bulgari (95,33%)
     Turci (2,7%)
     Nicio identificare (1,96%)
     Altele (0%)
La recensământul din 2011, populația satului Liseț era de 814 locuitori. Din punct de vedere etnic, majoritatea locuitorilor (95,33%) erau bulgari, cu o minoritate de turci (2,7%). Pentru 1,96% din locuitori nu este cunoscută apartenența etnică.